# Brotaufstrich
Brotaufstrich (niem. smarowidło) – funkcjonująca na ziemiach polskich potoczna nazwa namiastki marmolady, produkowanej przede wszystkim dla mieszkańców terenów okupowanych przez Niemcy.
Był to rodzaj smarowidła do chleba, które tylko nazwą łączyło się z marmoladą. Wytwarzano je przede wszystkim z brukwi, marchwi lub ich obierzyn oraz z buraków. Możliwy był dodatek sacharyny. Produkt charakteryzował się prawie czarnym zabarwieniem, wydzielał nieprzyjemny zapach i miał lekko kwaśny smak. Często bywał sfermentowany, a jego spożycie prowadziło do problemów żołądkowych. Jedzony był czasem, w miarę możliwości, po zmieszaniu z jabłkami lub innymi owocami, w celu zmniejszenia niesmaku.
W języku niemieckim Brotaufstrich oznacza w zasadzie każdy produkt do smarowania pieczywa.